# Quetsch
Pour l’article homonyme, voir Solomon Quetsch.

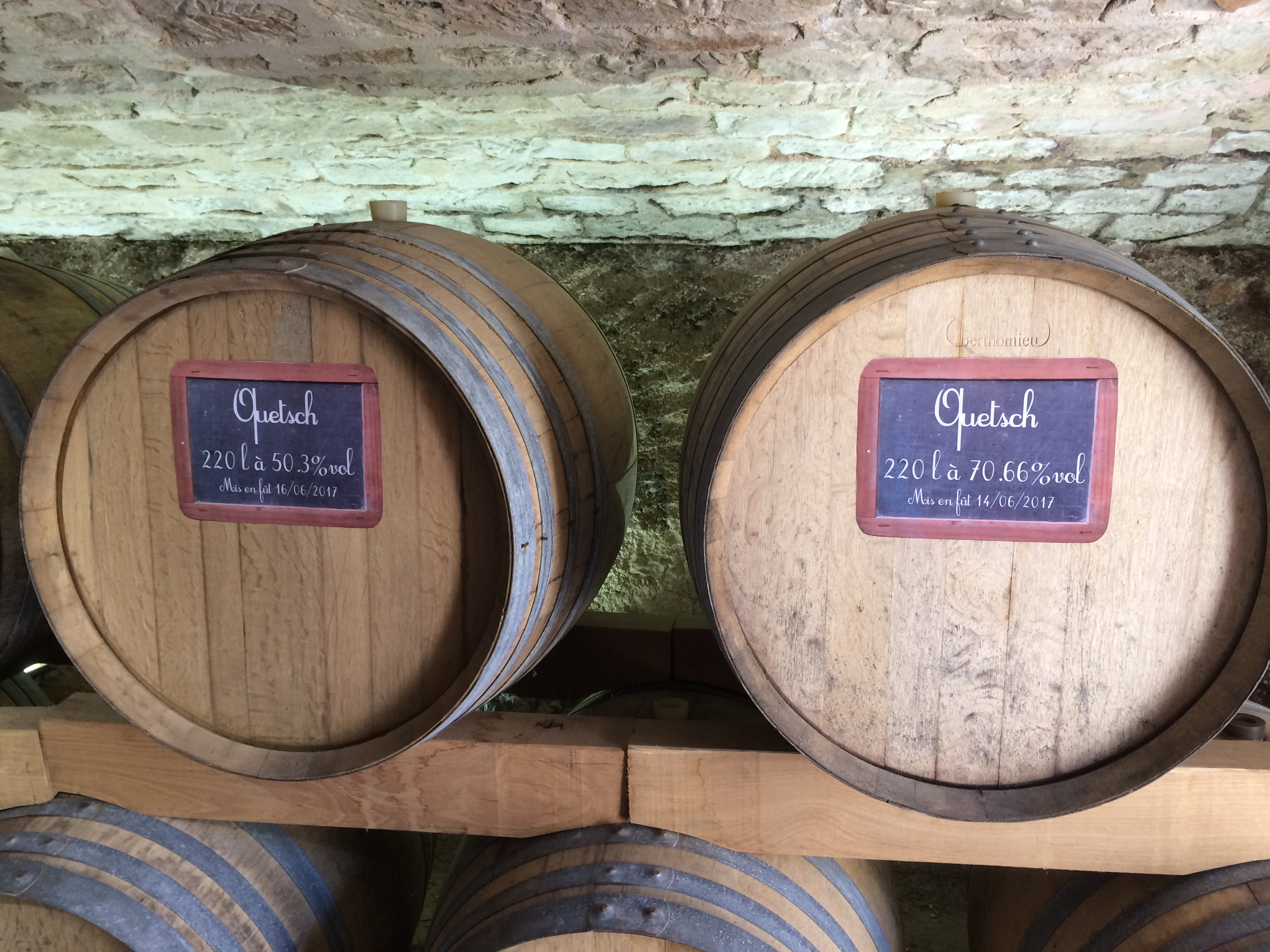
Fûts d'eau-de-vie de quetsch à la distillerie Paul Devoille à Fougerolles.

En Alsace, dans la région de Bâle, en Haute-Saône, en Lorraine ainsi qu'au Luxembourg, on appelle quetsch (sans e) le schnaps (eau-de-vie) obtenu par distillation de quetsches fermentées.
Cette boisson se déguste soit fraîche, soit à la température de la tasse à café.
Dans d'autres régions francophones, on se réfère parfois tout simplement à cette eau-de-vie en parlant de « prune ».